# Herbert H. Lehman

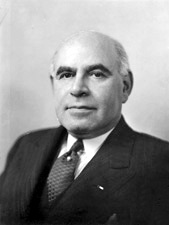
Herbert H. Lehman

Herbert Henry Lehman (* 28. März 1878 in New York City; † 5. Dezember 1963 ebenda) war ein US-amerikanischer Politiker der Demokratischen Partei. Von 1933 bis 1942 amtierte er als Gouverneur des Bundesstaates New York. Zwischen 1949 und 1957 vertrat er seinen Staat im US-Senat.

## Frühe Jahre
Herbert Lehman wurde als Sohn von Mayer Lehman, einem der drei Gründer der 2008 zusammengebrochenen Investmentbank Lehman Brothers, geboren. Herbert besuchte das Sachs Collegiate Institute und dann bis 1899 das Williams College. Danach arbeitete er in der familieneigenen Bank. Während des Ersten Weltkriegs war er Oberst in der US-Armee.

## Politischer Aufstieg und Gouverneur von New York
Herbert Lehman wurde Mitglied der Demokratischen Partei und unterstützte die Gouverneurs- und Präsidentschaftswahlkämpfe von Al Smith. Im Jahr 1928 wurde er Schatzmeister seiner Partei. Seit 1929 war er als Vizegouverneur von New York Stellvertreter von Gouverneur Franklin D. Roosevelt, zu dessen Nachfolger er am 8. November 1932 gewählt wurde. Lehmann trat sein neues Amt am 1. Januar 1933 an, das er nach einigen Wiederwahlen bis zum 3. Dezember 1942 ausübte.
Zu Beginn seiner Regierungszeit litt der Staat noch unter der schweren Weltwirtschaftskrise. Im Lauf der 1930er Jahre besserte sich die Situation auch mit Hilfe der New-Deal-Politik der Bundesregierung unter Präsident Roosevelt. In Lehmans Amtszeit wurde auch im Staat New York die Arbeitslosenversicherung eingeführt und einige andere New-Deal-Maßnahmen übernommen. Lehman war im Gegensatz zu Al Smith ein Anhänger Roosevelts und des New Deal. Außerdem wurde eine Rennkommission gegründet. Eine Verfassungsänderung verlängerte die Amtszeit der Gouverneure von zwei auf vier Jahre. Sein letztes Jahr als Gouverneur war von den Ereignissen des Zweiten Weltkriegs überschattet, zu dem auch New York seinen Beitrag leisten musste. Am 3. Dezember 1942 trat Gouverneur Lehman von seinem Amt zurück, um Direktor des Office of Foreign Relief and Rehabilitation Operations (OFRRO) für das State Department zu werden. Die restlichen 29 Tage der Amtszeit führte sein Vizegouverneur Charles Poletti zu Ende. Von Januar 1944 bis März 1946 war Lehman der erste Generaldirektor der neu gegründeten internationalen Hilfsorganisation United Nations Relief and Rehabilitation Administration (UNRRA).

## US-Senator
Im Jahr 1946 kandidierte Herbert Lehman erfolglos für einen Sitz im US-Senat. Nach dem Rücktritt von Senator Robert F. Wagner wurde zunächst John Foster Dulles (1888–1959) zum kommissarischen Nachfolger als Class-3-Kategorie-Senator bestimmt. Bei den fälligen Nachwahlen konnte sich aber Lehman gegen Dulles durchsetzen und dieses Mandat erobern. Nachdem er bei den Kongresswahlen des Jahres 1950 in diesem Amt bestätigt wurde, konnte er zwischen dem 9. November 1949 und dem 3. Januar 1957 im Senat verbleiben. Dort galt er als liberal, was ihn zum Gegner des konservativen Senators Joseph McCarthy aus Wisconsin machte. Im Kongress hat Lehman aber keine führende Position ausgeübt. 1956 verzichtete er auf eine erneute Kandidatur.

## Lebensabend und Tod

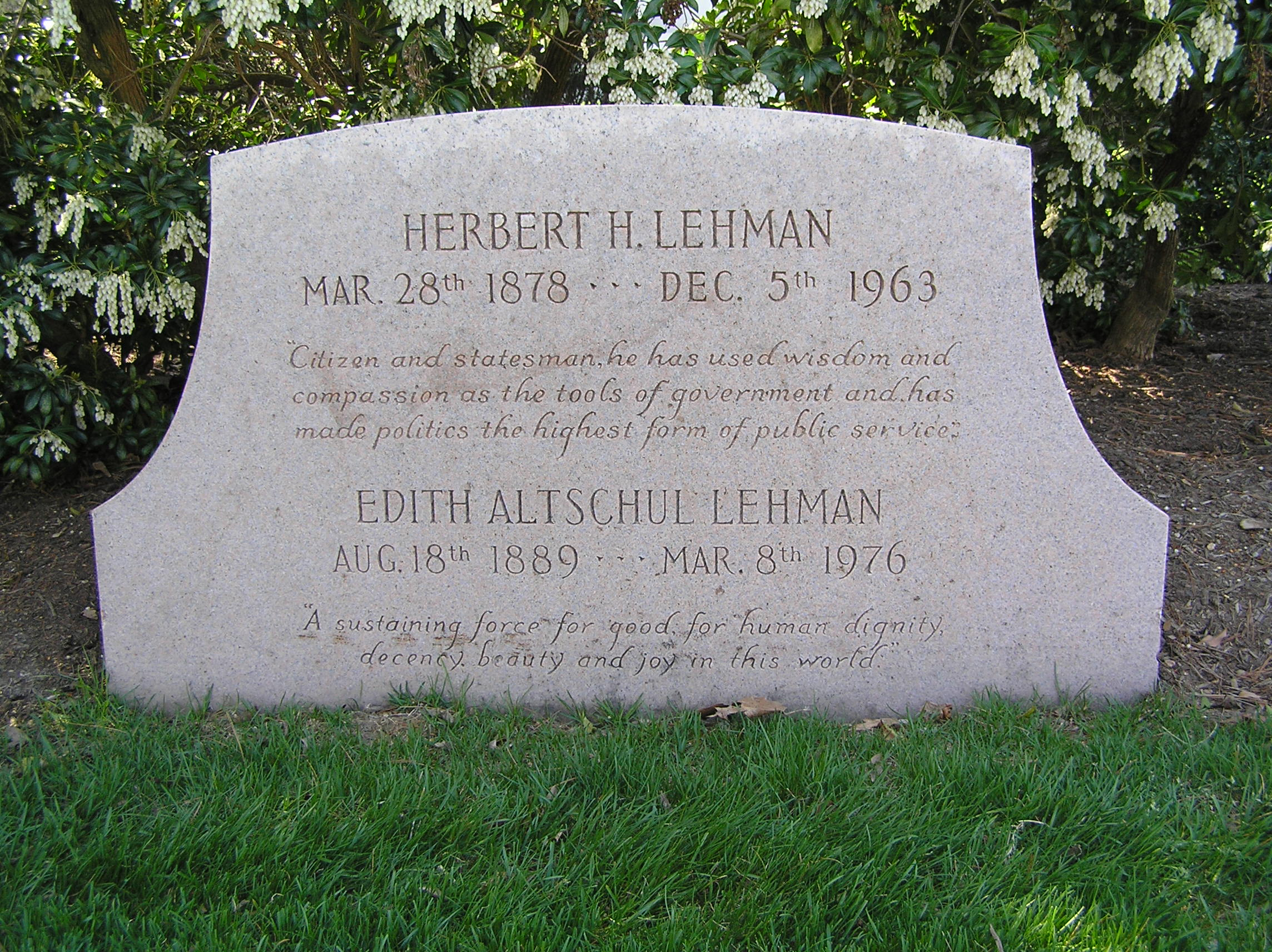
Lehmans Grab

Nach seinem Ausscheiden aus der Politik im Januar 1957 zog sich Lehman ins Privatleben zurück. Herbert Lehman starb am 5. Dezember 1963 in New York City. Mit seiner Frau Edith Altschul hatte er drei Kinder. Lehman war auch Träger zahlreicher Orden und Auszeichnungen.